# ISD Continental Team/Saison 2014
Dieser Artikel listet Erfolge und Fahrer des Radsportteams ISD Continental Team in der Saison 2014 auf.

## Erfolge in der UCI Europe Tour
| Datum    | Rennen                        | Kat. | Sieger          |
| -------- | ----------------------------- | ---- | --------------- |
| 6. April | 6. Etappe Grand Prix of Sochi | 2.2  | Maxym Wassiljew |

## Abgänge – Zugänge
| Zugänge          | Team 2013    | Abgänge             | Team 2014              |
| ---------------- | ------------ | ------------------- | ---------------------- |
| Anton Stortschus | Amore & Vita | Dmytryj Krywzow     | Kolss Cycling Team     |
| Anatolij Budjak  | Neoprofi     | Wladyslaw Bakumenko | Construcciones Paulino |
|                  |              | Olexandr Martynenko | Unbekannt              |
|                  |              | Illja Ponomarenko   | Unbekannt              |
|                  |              | Dmytro Wolowod      | Unbekannt              |

## Mannschaft
| Name                | Geburtstag         | Nationalität |
| ------------------- | ------------------ | ------------ |
| Jurij Agarkow       | 8. Januar 1987     | Ukraine      |
| Anatolij Budjak     | 29. September 1995 | Ukraine      |
| Wladymyr Dschjus    | 23. Juni 1993      | Ukraine      |
| Denys Karnulin      | 18. August 1990    | Ukraine      |
| Illja Klepikow      | 2. Februar 1994    | Ukraine      |
| Anatolij Pachtussow | 17. April 1985     | Ukraine      |
| Witalij Popkow      | 16. Juni 1983      | Ukraine      |
| Olexandr Scheydyk   | 13. September 1980 | Ukraine      |
| Anton Stortschus    | 11. Mai 1992       | Ukraine      |
| Maxym Wassiljew     | 14. April 1990     | Ukraine      |